# Peter Friedrich Wilhelm (Oldenburg)
Peter Friedrich Wilhelm von Oldenburg (* 3. Januar 1754 in Eutin; † 2. Juli 1823 in Plön) war formal der zweite Herzog von Oldenburg aus dem Hause Schleswig-Holstein-Gottorf, stand jedoch die gesamte Zeit seiner Regierung auf Grund einer Geisteskrankheit unter Regentschaft seines Cousins Peter Friedrich Ludwig von Oldenburg.

## Leben
Peter Friedrich Wilhelm von Oldenburg war der einzige Sohn von Friedrich August, Fürstbischof von Lübeck und erstem Herzog von Oldenburg. Im Alter von zwölf Jahren erhielt er 1766 von seinem Vater eine Präbende als Domherr im Lübecker Domkapitel, die durch den Tod von Friedrich Georg von Braunschweig-Wolfenbüttel-Bevern (1723–1766) freigeworden war. Er studierte 1769/1770 für ein Jahr an der Universität Kiel und begab sich dann für ein Jahr auf eine Grand Tour. Begleitet von Johann Gottfried Herder, reiste er nach Darmstadt und zu Johann Wolfgang von Goethe nach Straßburg, anschließend (ohne Herder) nach Paris, Brüssel und London.
Als Nebenfolge des Vertrags von Zarskoje Selo wurde er 1773 vom Domkapitel des Hochstifts Lübeck anstelle des dänischen Prinzen Friedrich zum Koadjutor des Hochstifts mit dem Recht der Nachfolge gewählt. Er verzichtete auf seine Domherren-Präbende, die an Georg Conrad von Wedderkop fiel. 
Als kurze Zeit später der russische Thronfolger Paul Petrowitsch die gerade gegen seine Herrschaftsansprüche in Holstein eingetauschten Grafschaften Oldenburg und Delmenhorst an Friedrich August abtrat, nahm Peter Friedrich Wilhelm im Dezember desselben Jahres am Einzug seines Vaters als erstem Herzog von Oldenburg in Oldenburg teil.
Peter Friedrich Wilhelm litt unter einer „Geisteskrankheit“, deren Spuren sich schon früher gezeigt hatten und die auf einer Reise, die der beabsichtigten Vermählung des Prinzen mit der Prinzessin Charlotte von Hessen-Darmstadt galt, zum völligen Ausbruch kam. Daraufhin wurde sein Verzicht sowohl auf die Nachfolge im Hochstift als auch in der Regierung des Herzogtums Oldenburg notwendig, den er am 14. Februar 1777 erklärte. Administrator an seiner Stelle wurde sein Cousin Peter Friedrich Ludwig, der aus Rücksicht auf Peter Friedrich Wilhelm den Herzogstitel erst nach dessen Tode 1823 annahm. Peter Friedrich Wilhelm lebte zunächst auf Gut Stendorf und erhielt dann von König Christian VII. von Dänemark das Plöner Schloss als Wohnstätte, das er bis zu seinem Tode bewohnte. Er wurde im Neuen Fürstbischöflichen Mausoleum im Lübecker Dom beigesetzt.